# Trachylepis madagascariensis
Espèce
Synonymes
- Mabuia madagascariensis Mocquard, 1908
- Mabuya madagascariensis (Mocquard, 1908)
- Euprepis madagascariensis (Mocquard, 1908)

Statut de conservation UICN

 LC  : Préoccupation mineure
Trachylepis madagascariensis est une espèce de sauriens de la famille des Scincidae.

## Répartition

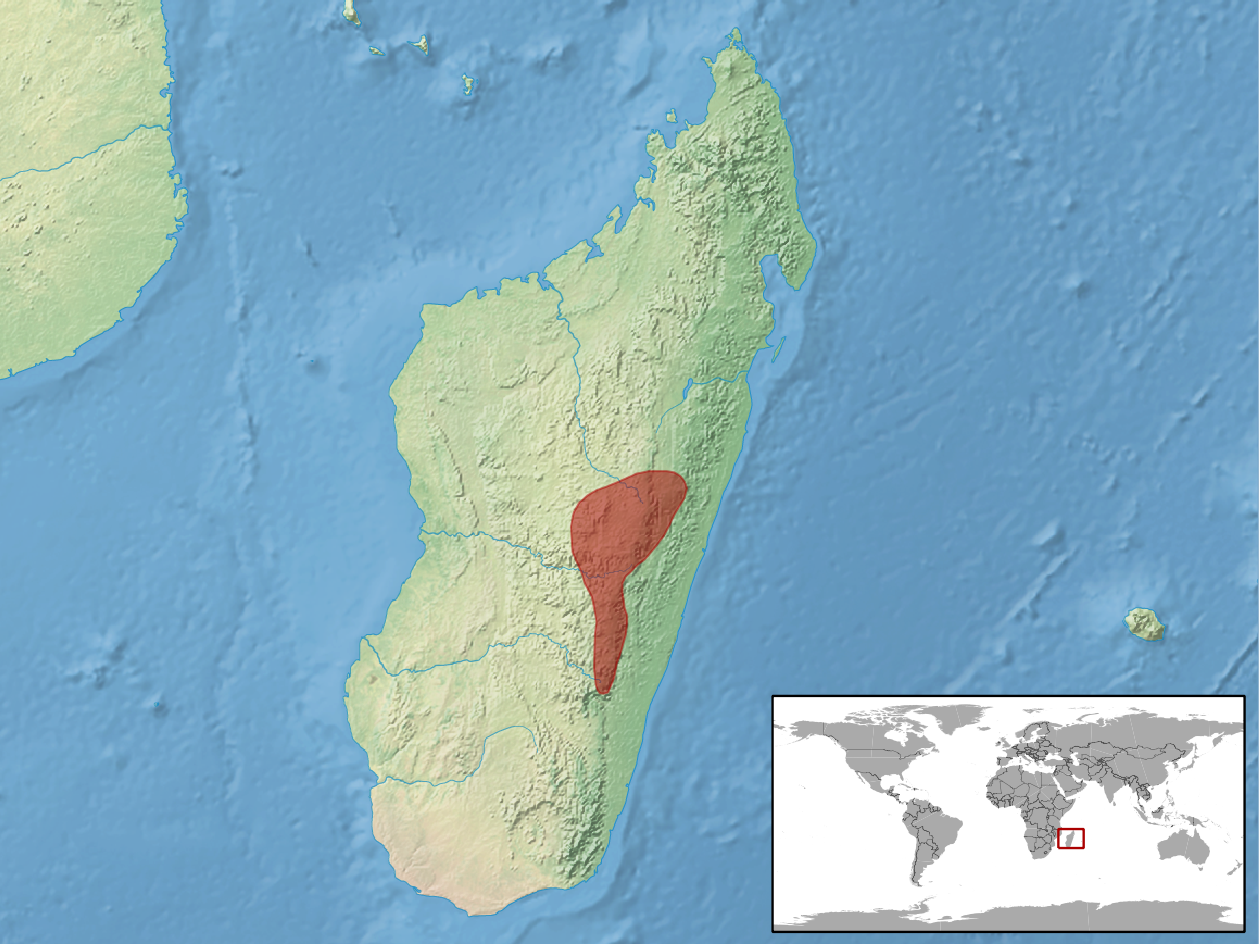
Répartition de l'espèce.

Cette espèce est endémique de Madagascar. Elle se rencontre jusqu'à plus de 2 000 m d'altitude.

## Étymologie
Son nom d'espèce, composé de madagascar(i) et du suffixe latin -ensis, « qui vit dans, qui habite », lui a été donné en référence au lieu de sa découverte.

## Publication originale
- Mocquard, 1908 : Description de quelques reptiles et d'un batracien nouveaux de la collection du Muséum. Bulletin du Muséum d'Histoire Naturelle, Paris, vol. 14, p. 259-262 (texte intégral).